# Монтанай-Эльгеры (Мартенса)
Монтана́й-Эльгеры́ (Мартинса); укр. Монтанай-Ельгери (Мартинса), крымскотат. Martins İlgeri Montanay, Мартинс Ильгери Монтанай) — исчезнувшее село в Раздольненском районе Республики Крым, располагавшееся на юге района, в степной части Крыма. Объединено в 1948 году с Монтанай-Эльгеры в село Весёлое
Время основания немецкого поселения Монтанай-Эльгеры (Мартинса) 1885 год. Основано пятью братьями Мартинс: Генрих, Вильгельм, Петер, Якоб, Йоганн (Heinrich Martins, Wilhelm Martins, Peter Martins, Jakob Martins, Johann Martins) Церковной книге Биюк-Бузавского церковного прихода (меннонитский приход), сделана первая запись о рождении в Montanai, Crimea, South Russia Anna Martins 10 SEP 1889 (Метрические книги хранятся в Симферопольском архиве). В 1928 году Мартинсы вынуждены были покинуть свои дома, часть уехала за пределы Советского Союза, не сумевшие покинуть страну, уехали на Кавказ. 
Согласно энциклопедическому словарю «Немцы России» поселение, со 104 жителями, существовало уже в 1915 году. А по Статистическому справочнику Таврической губернии. Ч. II. Статистический очерк, выпуск пятый. Евпаторийский уезд, 1915 г., в Кокейской волости Евпаторийского уезда числилась одна деревня Мантанай-Эльгеры, без разделения на части.
После установления в Крыму Советской власти, по постановлению Крымревкома от 8 января 1921 года № 206 «Об изменении административных границ» была упразднена волостная система и село вошло в состав Евпаторийского района Евпаторийского уезда, а в 1922 году уезды получили название округов. Видимо, тогда же было произведено выделение двух частей селения в самостоятельные — татарская стала просто Монтанай-Эльгеры, немецкая — Монтанай-Эльгеры (бывший Мартинса) — так они фигурируют в последующих документах. 11 октября 1923 года, согласно постановлению ВЦИК, в административное деление Крымской АССР были внесены изменения, в результате которых округа были отменены и произошло укрупнение районов — территорию округа включили в Евпаторийский район. Согласно Списку населённых пунктов Крымской АССР по Всесоюзной переписи 17 декабря 1926 года, в селе Монтанай-Эльгеры (бывший Мартинса), Джелалского сельсовета Евпаторийского района, числилось 15 дворов, все крестьянские, население составляло 71 человек, из них 56 немцев, 14 русских, 1 украинец. После создания 15 сентября 1931 года Фрайдорфского (переименованного в 1944 году в Новосёловский) еврейского национального района Монтанай-Эльгеры включили в его состав. Вскоре после начала Великой Отечественной войны, 18 августа 1941 года крымские немцы были выселены — сначала в Ставропольский край, а затем в Сибирь и северный Казахстан.
Видимо, давно опустевшая немецкая часть села просто не учитывалась в последующем и указом Президиума Верховного Совета РСФСР от 18 мая 1948 года в Весёлое был переименован просто Монтанай-Эльгеры.